# George Washington (film)
Pour plus de détails, voir Fiche technique et Distribution.
Pour les articles homonymes, voir George Washington (homonymie).
George Washington est un film américain de David Gordon Green sorti en 2000, qui raconte l'histoire d'un groupe d'enfants dans une petite ville déshéritée de Caroline du Nord.
Le film a reçu 12 nominations et remporté 9 prix dans différents festivals.

## Fiche technique
- Réalisation et scénario : David Gordon Green
- Durée : 89 minutes
- Date de sortie : octobre 2000

## Distribution
- Paul Schneider
- Donald Holden : George
- Candace Evanofski
- Eddie Rouse